# Live and Loud (Nirvana)
Live and Loud è un DVD dei Nirvana, uscito postumo nel 2013.
Documenta il concerto che il gruppo tenne al Central Waterfront di Seattle il 13 dicembre del 1993 per la trasmissione di MTV Live and Loud.
Originariamente inserito nell'edizione Deluxe Box-set dei vent'anni della pubblicazione di In Utero è stato successivamente pubblicato in versione singolo DVD e Blu-ray.
La versione audio della performance di Scentless Apprentice era già apparsa nell'album live From the Muddy Banks of the Wishkah.

## Tracce
- Testi e musiche di Kurt Cobain, eccetto dove indicato.

1. Radio Friendly Unit Shifter
2. Drain You
3. Breed
4. Serve the Servants
5. Rape Me
6. Sliver
7. Pennyroyal Tea
8. Scentless Apprentice (Cobain, Grohl, Novoselic)
9. All Apologies
10. Heart-Shaped Box
11. Blew
12. The Man Who Sold the World (David Bowie cover)
13. School
14. Come as You Are
15. Lithium
16. About a Girl
17. Endless, Nameless

### Contenuti Speciali
- Live & Loud rehearsal (13 dicembre 1993)

1. Very Ape
2. Radio Friendly Unit Shifter
3. Rape Me
4. Pennyroyal Tea

- Heart-Shaped Box (Video musicale)
- Live al Nulle Part Ailleurs di Parigi (4 febbraio 1994)

1. Rape Me
2. Pennyroyal Tea
3. Drain You

- Serve the Servants (Live da Tunnel)
- Live a Monaco (1º marzo 1994)

1. Radio Friendly Unit Shifter
2. My Best Friend's Girl (Ric Ocasek cover)
3. Drain You